# Helictotrichon cazorlense
Helictotrichon cazorlense là một loài thực vật có hoa trong họ Hòa thảo. Loài này được (Romero Zarco) Rivas Mart. & Asensi & Molero Mesa & F. Valle mô tả khoa học đầu tiên năm 1991.